# Brachinus costipennis
Brachinus costipennis är en skalbaggsart som beskrevs av Victor Ivanovitsch Motschulsky. Brachinus costipennis ingår i släktet Brachinus och familjen jordlöpare. Inga underarter finns listade i Catalogue of Life.